# 石川伍一

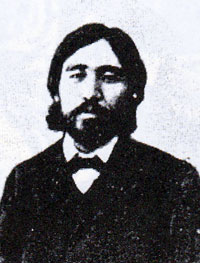

石川 伍一（いしかわ ごいち、慶応2年（1866年）5月 - 明治27年（1894年）9月19日）は、日清戦争期の海軍関連の民間人諜報活動家、大陸浪人の先覚者。清軍により29歳で銃殺された。甥は小説家の石川達三。

## 経歴
陸奥国鹿角郡毛馬内に生まれる。南部藩祐筆で毛馬内戸長の父・石川儀平に伴い9歳で盛岡に出て仁王小学校に学び、明治12年（1879年）に東京に出て攻玉社中学校・高等学校に入るも、転じて島田篁村について漢学を修め、次いで興亜会支那語学校に入って中国語を学ぶ。
明治17年（1884年）に上海に渡り、海軍大尉・曽根俊虎に従い清の情勢を研究。次いで、荒尾精らと共に漢口楽善堂の立ち上げに参加。北京、天津、四川方面までを幅広く調査にあたる。明治22年（1889年）には北京公使館付の海軍大尉・関文炳の知遇を受け西安、洛陽から長江までを諜報。関は明治19年に渡清し、天津で書店を開いて情報収集活動をしていた。一時帰国したが、再び関大尉に従って北京に渡り、軍事探偵の任務を続け、明治26年（1893年）に北京公使館付海軍少佐・井上敏夫とともに黄海沿岸を芝罘から大同江河口に至り、対清作戦上の上陸に関する調査で多大な功績をあげる。
明治27年（1894年）に日清戦争開戦により、同人より帰国をうながされたがそのまま清国内に留まり、敵情調査を続けた。しかし、ついに天津で清の官憲に発見されて銃殺された。29歳没。
墓所は麻布光林寺。昭和3年（1928年）、従五位を追贈された。

## 家族
弟の石川壽次郎は海軍兵学校出身の海軍中佐で、日露戦争で戦死。末弟の石川漣平は陸軍中将、甥（次弟の子）の石川晋は陸軍大佐、晋の弟に石川達三。